# WTA-toernooi van Pittsburgh
Het WTA-toernooi van Pittsburgh is een voormalig tennistoernooi voor vrouwen dat in 1979 en van 1982 tot en met 1984 plaatsvond in de Amerikaanse stad Pittsburgh. De officiële naam van het toernooi was laatstelijk Virginia Slims of Pittsburgh (bijgenaamd Ginny of Pittsburgh).
De WTA organiseerde het toernooi, dat werd gespeeld op binnenbanen.
Er werd door 32 deelneemsters per jaar gestreden om de titel in het enkelspel, en door 16 paren om de dubbelspeltitel. Aan het kwalificatietoernooi voor het enkelspel namen 32 speelsters deel, met vier plaatsen in het hoofdtoernooi te vergeven.
De Britse Sue Barker won in 1979 zowel de enkel- als de dubbelspeltitel.

## Officiële namen
| 1979      | Women's Open Greater Pittsburgh      |
| 1982      | Avon Futures of Western Pennsylvania |
| 1983–1984 | Virginia Slims of Pittsburgh         |

## Enkel- en dubbelspeltitel in één jaar
| speelster  | in het jaar |
| ---------- | ----------- |
| Sue Barker | 1979        |

## Finales

### Enkelspel
| Datum      | Naam                                 | ($)           | Ondergrond     | Winnares             | Verliezend finaliste | Uitslag       |
| ---------- | ------------------------------------ | ------------- | -------------- | -------------------- | -------------------- | ------------- |
| 1979-09-10 | Womens Open Greater Pittsburgh       | 35.000        |                | Sue Barker           | Renée Richards       | 6-3, 6-1      |
| 1980–1981  | geen toernooi                        | geen toernooi | geen toernooi  | geen toernooi        | geen toernooi        | geen toernooi |
| 1982-01-25 | Avon Futures of Western Pennsylvania | 40.000        | tapijt, binnen | Claudia Kohde-Kilsch | Eva Pfaff            | 6-4, 6-0      |
| 1983-03-07 | Ginny of Pittsburgh                  | 50.000        | tapijt, binnen | Ginny Purdy          | Cláudia Monteiro     | 6-2, 7-5      |
| 1984-01-23 | Ginny of Pittsburgh                  | 50.000        | tapijt, binnen | Andrea Leand         | Pascale Paradis      | 0-6, 6-2, 6-4 |

### Dubbelspel
| Datum      | Naam                                 | ($)           | Ondergrond     | Winnaressen                           | Verliezend finalistes           | Uitslag       |
| ---------- | ------------------------------------ | ------------- | -------------- | ------------------------------------- | ------------------------------- | ------------- |
| 1979-09-10 | Womens Open Greater Pittsburgh       | 35.000        |                | Sue Barker Candy Reynolds             | Bunny Bruning Jane Stratton     | 6-3, 6-2      |
| 1980–1981  | geen toernooi                        | geen toernooi | geen toernooi  | geen toernooi                         | geen toernooi                   | geen toernooi |
| 1982-01-25 | Avon Futures of Western Pennsylvania | 40.000        | tapijt, binnen | Marjorie Blackwood Susan Leo          | Brenda Remilton Sue Saliba      | 6-0, 6-3      |
| 1983-03-07 | Ginny of Pittsburgh                  | 50.000        | tapijt, binnen | Candy Reynolds Paula Smith            | Iwona Kuczyńska Trey Lewis      | 6-2, 6-2      |
| 1984-01-23 | Ginny of Pittsburgh                  | 50.000        | tapijt, binnen | Christiane Jolissaint Marcella Mesker | Anna-Maria Fernandez Trey Lewis | 7-6, 6-4      |